# Heptonema serratum
Heptonema serratum är en kräftdjursart som beskrevs av Poulsen 1965. Heptonema serratum ingår i släktet Heptonema och familjen Cylindroleberididae. Inga underarter finns listade i Catalogue of Life.